# 하이네르 산투스 나시멘투
하이네르 산투스 나시멘투(포르투갈어: Rhayner Santos Nascimento, 1990년 9월 5일 ~ )는 브라질의 축구 선수로, 포지션은 공격형 미드필더다. 통상 하이네르라고 불리는 그는 현재 톰벤시에서 요코하마 FC로 임대되어 뛰고있다.